# Conrad Gyula
Conrad Gyula (Budapest, 1877. június 25. – Budapest, 1959. június 26.) magyar grafikus és festő.

## Élete
Pályáját banktisztviselőként kezdte. Festészeti tanulmányait Vajda Zsigmondnál, később Olgyay Viktornál folytatta. A 20. század elején „hirtelen felvirágzott” grafikusművészet előfutáraként emlegetik.
1903-tól szerepeltek a Műcsarnok tárlatain fametszetei, rézkarcai és litográfiái. A külföldi tájak és művészet megismerésére 1907-ben Münchenben és Párizsban, 1909-ben Olaszországban tett tanulmányutakat. Részt vett az I. világháborúban, ahol megsebesült, majd haditudósító lett, Albánia területén működve gyűjtött későbbi festői időszakára tájélményeket. Gyűjteményes kiállítását 1918-ban a Nemzeti Szalonban rendezték meg.
Nagy sorozatai voltak az 1913-ban Tavasz Rómában címmel megjelent színes litográfia-album (6 darabos),  továbbá az 1925-ben kiadott Magyar Föld című, 8 darabos (3 színes, 5 fekete-fehér) rézkarc-gyűjtemény, mely a falusi magyar élet és a magyar természet nyolc motívumát rögzítette. Részt vett Éber László Művészeti lexikonának munkáiban. Sok könyvillusztrációja jelent meg. 1945 után Szentendrén telepedett le. Számos kitüntetést nyert a hazai és külföldi tárlatokon. Műveinek nagy részét a Magyar Nemzeti Galéria őrzi. Egy- és több-színnyomású modern linóleummetszeteiből találhatók példányok a Magyar Képzőművészeti Egyetem Archív Grafikai Gyűjteményében is.
Az 1908-ban alapított szabadkőműves Martinovics-páholy tagja volt.

## Művészete
A sokszorosító grafika minden válfajában alkotott, a fametszettől a rézre maratásig. Maga is nyomta lapjait, tehát minden új darabja a keze műve volt.
A 20. század elején „bekövetkezett az iparművészet és a nyomdaipar fejlődésében is az a fordulat, amely a könyvnyomtatás technikájában megfelelőbb, anyagszerűbb eszközök alkalmazását hozta magával. A festői felfogás divatja csökkenőben volt, és egy grafikusabb jellegű irány tört magának utat. (Kner Izidor)
A könyvnyomtatásban a grafika 1930 felé teljesedett ki: megteremtődött a magyar alkalmazott grafikusok színvonalas gárdája. Megalakult a Magyar Könyv- és Reklámművészek Társasága. 1930. évi kiállításukon Conrad Gyula is szerepelt műveivel. A Kner nyomdával együttműködve ő is készített ún. szigneteket (mai szóval) vállalati emblémákat.

## Társasági tagság
Martinovics-páholy tagja

## Műveiből
- A Kalimegdan kapuja, 34x24 cm, papír, grafika
- A Pásztorok hódolása, fametszet. In: Erdélyi Helikon, 1930. 1. sz. 2l. Illusztráció.
- A római Trinita dei Monti, 38x30 cm, grafika
- A San Giorgio Maggiore templom Velencében, 38x28 cm, rézkarc
- Albániában, 25x33 cm, grafika
- Berat. Albánia, 22x35 cm, papír, grafika
- Betsabé, 32 x 24,5 cm, fametszet
- Ca d’oro Venezia, 25x26 cm, papír, rézkarc
- Csendes vizeken, 27x31 cm, papír, metszet
- Estefelé a Lateran előtt, 40x32 cm, papír, nyomat
- Fahordás Erdélyben, 27x29 cm, papír, metszet
- Fürdőzők, 1939. 29,5x38,5 cm, rézkarc
- Hajógyárban, 27x25 cm, rézkarc
- Halászbárkák, 52x46 cm, olaj
- Három királyok, 1930, rézkarc. In: Nyugat, 1930. 17. sz.
- Hegyvidék, 22x36 cm, akvarell
- Hmalinat Albániában, 35x45 cm, gouache
- „Jegenyés táj”, (színes fametszet) Zádor Istvánnak 1906-ban dedikálva.
- Kilátás a Kálváriáról, 42x39 cm, rézkarc
- Lovasszekér, 1906 körül, fametszet. (Szakképzés során készült hallgatói munka. Magyar Képzőművészeti Egyetem Gyűjteménye)
- Madonna del Sasso, 38x28 cm, papír, rézkarc
- Mária és a kisded, 33x25 cm, rézkarc
- Michelangelo kupolája, 30x27 cm, papír, nyomat
- Müncheni külváros, 39x31 cm, papír, metszet
- Nápoly, 31x42 cm, papír, rézkarc
- Nyári est az Arno partján, 32x22 cm, metszet
- Piazza dei banchi Genovában, 34x26 cm, papír, rézkarc
- Régi idők emléke, 50x35 cm, fametszet (Ajánlás: Pécsi [József] barátomnak szeretettel Conrad Gy 1932. VI. 24.)
- Római látkép, 33x25 cm, színes litográfia
- Santa Maria Maggiore, 37x27 cm, papír, nyomat
- Septimius Severus diadalíve Rómában, 32x39 cm,
- Tábor, 36x26 cm, ceruza
- Tájkép, 43x31 cm, olaj
- Tájkép, 60x45 cm, olaj
- Tavaszi reggel a Forumon, 37x30 cm, papír, nyomat
- Tivoli, 38x28 cm, rézkarc
- Tükröződő házak, 24x29 cm, rézkarc
- Vajdahunyad, 20x14 cm, rézkarc
- Velence, 24x30 cm, rézkarc [halott link]
- Velencei ünnep, 27x36 cm, rézkarc
- Velencei óratorony, rézkarc. In: Művészet. Szerk.: Lyka Károly, 1912.
- Veronai utcarészlet, 37x22 cm, rézkarc
- Zermatt, 1930, rézkarc. In: Nyugat, 1930. 17. sz.

## Könyvillusztrációi
- Pesti évkönyv. Feljegyzések a magányban és a piarcon, (sic!) sóhajtással és reménynyel az évekből, mikor mindenki rongyos volt Magyarországon. Krúdy Gyula írásában. (Budapest) 1921. Kiad. Sacelláry. 141. lap 1 sztl. lev. Készült 400 kézzel számozott példányban.
- Victor Hugo: A Rajna I-II. (Sorozat: Hugo Viktor összes regényei és elbeszélései). Gutenberg Könyvkiadó Vállalat, Budapest. Év n.
- Victor Hugo: A nyomorultak, I-VIII. (Sorozat: Hugo Viktor összes regényei és elbeszélései). Gutenberg Könyvkiadó Vállalat, Budapest. Év n.
- Victor Hugo: A párizsi Notre Dame I-II. (Sorozat: Hugo Viktor összes regényei és elbeszélései). Gutenberg Könyvkiadó Vállalat, Budapest. Év n.
- Victor Hugo: A kis Napoleon. (Sorozat: Hugo Viktor összes regényei és elbeszélései). Christensen és Társa-Gutenberg Könyvkiadó Vállalat, Budapest. Év n.
- Émile Zola: Párizs gyomra I-IV. Flaubert Daudet. Szerk.: Ambrus Zoltán. (Sorozat: Zola összes művei.) Négy könyv két kötetben. Christensen és Társa-Gutenberg Könyvkiadó Vállalat, Budapest. Év n.
- Émile Zola: Az emberirtó. Szerk.: Ambrus Zoltán. (Sorozat: Zola összes művei.) Christensen és Társa-Gutenberg Könyvkiadó Vállalat, Budapest. Év n.
- Émile Zola: Rougonék szerencséje I-II. Szerk.: Ambrus Zoltán. (Sorozat: Zola összes művei.) Christensen és Társa-Gutenberg Könyvkiadó Vállalat, Budapest. Év n.
- Émile Zola: Szerelem I-II. Szerk.: Ambrus Zoltán. (Sorozat: Zola összes művei.) Christensen és Társa-Gutenberg Könyvkiadó Vállalat, Budapest. Év n.
- Lev Nyikolajevics Tolsztoj: Úr és szolga. A sötétség hatalma. Gutenberg Könyvkiadó Vállalat, Budapest. Év n.

### Borítóterv
- Honoré de Balzac: A Nucingen-ház – Sarrasine. (Sorozat: Balzac mesterművei) Christensen és Társa Gutenberg könyvkiadó vállalat. Illusztrátor: Charles Huard. Budapest. Év. n.

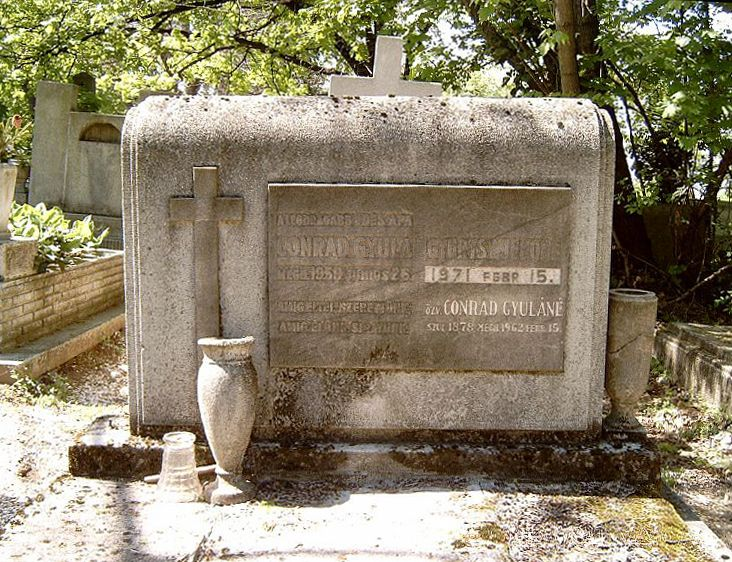
Conrad Gyula sírja Budapesten. Új köztemető: 6/3-1-105/106.